# Farsman III. od Iberije
Farsman III. od Iberije (gruz. ფარსმან III), bio je kralj Iberije (Kartlija, današnja istočna Gruzija) i suvremenik rimskom caru Antoninu Piju. Povjesničar Kiril Tumanov predlaže da se razdoblje njegove vladavine uzme od 135. do 185. godine.
U gruzijskoj historiografskoj zajednici ne postoji suglasje da je Farsman III. bio kralj Iberije tijekom 2. stoljeća. Ovog monarha biskup Léonti Mroveli prvi put spominje u 11. stoljeću u svojim Gruzijskim kronikama. Bio je sin kralja Gadama (Radamista iz Iberije), te se po tom pitanju slaže nekoliko njegovih nasljednika, uključujući Vakhouxta Bagrationa, Marie-Felicite Brosset i Kirila Tumanova. Farsman III. bio je jednogodišnje dijete kad mu je umro otac Gadam i naslijedio ga na prijestolju, vladavši kao regent sa svojom bakom Gadanom, dok nije postao punoljetan.
Klasični izvori zabilježili su Farsmanov prijateljski odnos s Rimom. Prema Kasiju Dionu, došao je u Rim kao gost Antoninu Piju, zajedno sa ženom, sinom (gruzijske kronike zovu ga Amazasp) i dvorskom pratnjom. Put je vjerojatno organiziran s ciljem jačanja krhkih odnosa s Rimskim carstvom, koji su takvi bili još od vladavine Farsmana II. Potonji je, u načelu, bio u dobrim odnosima s carem Trajanom (98. – 117.), ali je promijenio status s nasljednikom Hadrijanom (117. – 138.). Diplomatski incidenti umnožili su se između dva monarha, ali kad je Farsman III. došao na vlast, rimski car je odlučio promijeniti ovu politiku. Farsman III.  je na dvoru bio osobito počašćen. Dobio je pravo prinijeti žrtvu na Kapitolu, što je se tada smatralo rijetkom privilegijom, te da se u hramu Bellona podigne njegov kip i natpis u čast ovog putovanja.
Julius Capitolinus, jedan od autora "Povijesti careva" (Historia Augusta), navodi da je ovaj Farsman (III.) zapravo isti Farsman (II.), koji je bio u lošim odnosima s carem Hadrijanom. Kako Kasije Dion ne daje naznaku razlike između dva kralja, određeni gruzijski povjesničari, poput Nodara Assatianija i Kalistrata Salije slijede tradiciju "Historie Auguste". Kiril Tumanov ispravlja ovu tvrdnju i prvi je Farsmana III identificirao kralja Iberije koji se vratio u Rim. Slijedi ga Simon Kaoukhtchivili, dok Stephen H. Rapp kaže: "Zanimljivo je da se gruzijska historiografska tradicija ne sjeća posjeta Farsmana III. Rimu, događaja kojeg se sjeća rimski povjesničar Kasije Dion."

## Obitelj
Prema gruzijskim kronikama, imao je dvoje djece:
- Amazasp II. (umro 186./189.), kralj Iberije od 182./185. do 186./189.;
- neimenovana kći, supruga armenskog kralja koji je vladao 186.,[9] a kojeg je Tumanov identificirao kao Vologeza II.